# 斯捷潘尼夫卡 (紹斯特卡區)
51°53′40″N 34°6′15″E / 51.89444°N 34.10417°E
斯捷潘尼夫卡（烏克蘭語：Степанівка）是位於烏克蘭東北部的村莊，由蘇梅州紹斯特卡區的斯韋薩市鎮負責管轄。該村處於穆拉韋伊尼亞河右岸，距離韋塞利哈伊3公里，海拔高度180米，2001年人口37。